# Covăsânț
Covăsânț est une commune du județ d'Arad, Roumanie qui compte 2 573 habitants.
Le village de Covăsânț est l'unique de la commune et lui donne son nom.

## Culture
D'après le recensement de 2011, la commune compte 2 573 habitants.